# Mistrzostwa Świata Juniorów w Biathlonie 2018
Mistrzostwa Świata Juniorów w Biathlonie 2018 odbyły się w dniach 26 lutego - 4 marca 2018 w estońskim Otepää. Podczas mistrzostw rozegranych zostało osiem konkurencji wśród juniorów oraz osiem wśród juniorów młodszych.

## Wyniki

### Juniorzy
| Konkurencja                | Data      | Godzina   | Złoto                                                                                  | Srebro                                                                                          | Brąz                                                                             | Źr.   |
| -------------------------- | --------- | --------- | -------------------------------------------------------------------------------------- | ----------------------------------------------------------------------------------------------- | -------------------------------------------------------------------------------- | ----- |
| Bieg indywidualny kobiet   | 1 marca   | 12:00 CET | Kamila Żuk                                                                             | Anna Krywonos                                                                                   | Іrina Kazakiewicz                                                                | [ 1 ] |
| Bieg indywidualny mężczyzn | 1 marca   | 15:00 CET | Igor Malinowski                                                                        | Sturla Lægreid                                                                                  | Said Karimulla Chalili                                                           | [ 2 ] |
| Sprint kobiet              | 3 marca   | 11:00 CET | Kamila Żuk                                                                             | Markéta Davidová                                                                                | Myrtille Bègue                                                                   | [ 3 ] |
| Sprint mężczyzn            | 3 marca   | 14:00 CET | Wasilij Tomszyn                                                                        | Martin Perrillat-Bottonet                                                                       | Sverre Dahlen Aspenes                                                            | [ 4 ] |
| Bieg pościgowy kobiet      | 4 marca   | 14:15 CET | Markéta Davidová                                                                       | Kamila Żuk                                                                                      | Myrtille Bègue                                                                   | [ 5 ] |
| Bieg pościgowy mężczyzn    | 4 marca   | 15:20 CET | Sverre Dahlen Aspenes                                                                  | Martin Perrillat-Bottonet                                                                       | Johannes Dale                                                                    | [ 6 ] |
| Sztafeta kobiet            | 27 lutego | 12:05 CET | Francja Camille Bened · Myrtille Bègue · Lou Jeanmonnot-Laurent                        | Norwegia Une Christiane Tronerud Kvelvane · Emilie Ågheim Kalkenberg · Kjersti Kvistad Dengerud | Rosja Polina Szewnіnaj · Emma Timierbułatowa · Walerіja Wasniecowa               | [ 7 ] |
| Sztafeta mężczyzn          | 27 lutego | 13:40 CET | Rosja Said Karimulla Chalili · Wasilij Tomszyn · Wiaczesław Malejew · Igor Malinowskij | Norwegia Sivert Guttorm Bakken · Johannes Dale · Endre Strømsheim · Sturla Lægreid              | Francja Hugo Rivail · Emilien Claude · Morgan Lamure · Martin Perrillat-Bottonet | [ 8 ] |

### Juniorzy młodsi
| Konkurencja                 | Data      | Godzina   | Złoto                                                            | Srebro                                                   | Brąz                                                                      | Źr.    |
| --------------------------- | --------- | --------- | ---------------------------------------------------------------- | -------------------------------------------------------- | ------------------------------------------------------------------------- | ------ |
| Bieg indywidualny dziewcząt | 26 lutego | 11:00 CET | Elvira Öberg                                                     | Anastasija Szewczenko                                    | Anastasija Goriejewa                                                      | [ 9 ]  |
| Bieg indywidualny chłopców  | 26 lutego | 14:00 CET | Michaił Pierwuszyn                                               | Filip Fjeld Andersen                                     | Martin Bourgeois-République                                               | [ 10 ] |
| Sprint dziewcząt            | 2 marca   | 11:00 CET | Elvira Öberg                                                     | Heidi Nikkinen                                           | Amanda Lundström                                                          | [ 11 ] |
| Sprint chłopców             | 2 marca   | 14:00 CET | Michaił Pierwuszyn                                               | Tommaso Giacomel                                         | Vítězslav Hornig                                                          | [ 12 ] |
| Bieg pościgowy dziewcząt    | 4 marca   | 11:00 CET | Anastasija Goriejewa                                             | Franziska Pfnür                                          | Amy Baserga                                                               | [ 13 ] |
| Bieg pościgowy chłopców     | 4 marca   | 12:00 CET | Andriej Wiuchin                                                  | Michaił Pierwuszyn                                       | Aleksiej Ogoriełkow                                                       | [ 14 ] |
| Sztafeta dziewcząt          | 28 lutego | 13:05 CET | Szwecja Amanda Lundström · Ella Halvarsson · Elvira Öberg        | Finlandia Jenni Keränen · Kaisa Keränen · Heidi Nikkinen | Norwegia Marthe Kråkstad Johansen · Sigrid Bredde Vig · Juni Arnekleiv    | [ 15 ] |
| Sztafeta chłopców           | 28 lutego | 14:40 CET | Rosja Dienis Tasztimierow · Andriej Wiuchin · Michaił Pierwuszyn | Czechy Vítězslav Hornig · Tomáš Mikyska · Mikuláš Karlík | Norwegia Eirik Silsand Gerhardsen · Martin Alfheim · Filip Fjeld Andersen | [ 16 ] |